# Долговой кризис в Греции
Долговой кризис в Греции, начавшийся в 2010 году, является частью европейского долгового кризиса.
23 апреля 2010 года Греция была официально вынуждена просить финансовой поддержки от ЕС, чтобы избежать банкротства. ЕС были предоставлены три пакета финансовой помощи (2010, 2012 и 2015 гг.).
1 июля 2015 Греция допустила дефолт.
Ещё через три года последствия кризиса были преодолены — 20 августа 2018 завершилась программа финансирования Греции кредиторами.

## Причины
Причины долгового кризиса греческого государства комплексны и сложны. С одной стороны, греческие правительства с момента введения евро в 2002 году в стране сознательно и регулярно подправляли статистику и данные об экономической и финансовой ситуации в Греции, чтобы показать годовой дефицит бюджета на уровне 3 % ВВП. Данный уровень оставлял открытым доступ к новым заимствованиям по низкой процентной ставке. Факты занижения дефицита бюджета и истинный дефицит были обнародованы только в 2009 году министром финансов Йоргосом Папаконстантину в правительстве премьер-министра Георгиоса Папандреу.
С другой стороны, финансовый кризис в Греции напрямую связан с мировым финансовым кризисом, который начал развиваться с 2007 года. Экономика Греции оказалась особенно чувствительна к нему, так как сильно зависит от состояния сферы услуг — туризма.

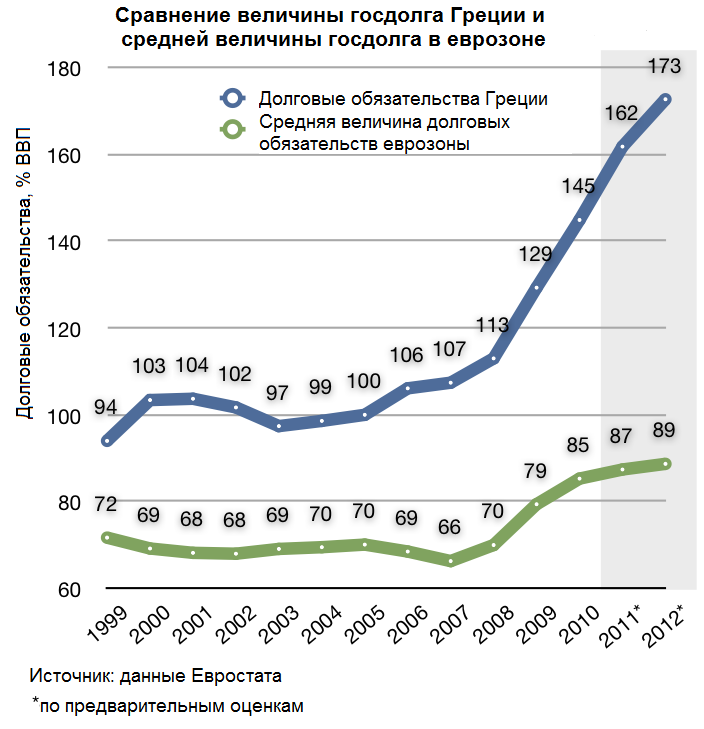
Процентное отношение госдолга Греции к ВВП начиная с 1999 г. по сравнению со средней величиной госдолга в еврозоне

В конце 2009 года среди инвесторов появились опасения относительно способности Греции выполнить свои долговые обязательства в связи с сильным увеличением уровня государственного долга. Это привело к кризису доверия, проявившемуся в расширении спредов доходности облигаций и увеличению стоимости страхования рисков по кредитно-дефолтным свопам по сравнению с другими странами еврозоны, особенно Германии.
В то же время годовой бюджет Греции долгие годы был дефицитным, при этом дефицит был плохо структурированным, и доходная его часть регулярно не исполнялась; правительство на государственном уровне подтасовывало статистику. Для покрытия дефицита Греция была вынуждена постоянно принимать новые долговые обязательства, что вело к росту чистой задолженности страны. Невозможность обслуживания госдолга привела к падению кредитного рейтинга страны, и она потеряла доступ к дешёвым свободным финансовым ресурсам на рынке. Это в свою очередь усугубило ситуацию с дефицитом бюджета, который вырос ещё больше, и круг замкнулся. В то же время, так как страна не имеет собственной валюты, она не может допечатывать деньги, чтобы разрядить ситуацию через рост инфляции.
В плачевном состоянии экономики Греции есть и вина Евросоюза, особенно Германии, требовавшей от Греции проводить политику жёсткой экономии, ещё больше загоняющей экономику Греции в кризис. Нобелевский лауреат по экономике Пол Кругман считает, что действия Евросоюза по отношению к Греции являются «ужасным, возможно, смертельным, ударом» не только по экономике Греции, но и по всему Европейскому проекту; навязывание политики жёсткой экономии для Греции без снижения долговой нагрузки обречено на провал — даже если Греция согласится на все требования, из тупика это Грецию не выведет. Пол Кругман указывает на невозможность веры в благие намерения Германии; условия, связанные с предоставлением третьего пакета помощи Греции, являются «уничтожением национального суверенитета». Роль парламента Греции будет сведена к формальному одобрению указаний «тройки» кредиторов. Экс-министр финансов Греции Янис Варуфакис в интервью испанской газете El Pais заявил о намерении министра финансов Германии Вольфганга Шойбле полностью подчинить финансовую систему Греции воле европейских кредиторов (ЕС, Европейский Центробанк и МВФ) и в дальнейшем распространить подобную практику централизованного управления национальными финансами на другие страны еврозоны, в частности, на Италию, Испанию и Францию.
В то же время Испания, Португалия (сначала также использовала тип жёсткой экономии, но позже из-за неэфективности отказалась от него, что по сути было правильным решением), Ирландия и Кипр, также пострадавшие от экономического кризиса 2008 года и оказавшиеся в схожей с Грецией ситуации, но принявшие предложенные меры жёсткой экономии и оздоровления бюджета, продемонстрировали снижение безработицы и восстановление экономического роста.
Некоторые эксперты связывают причины долгового кризиса в Греции с особенностями греческой культурной среды — принятием коррупции в обществе, сформировавшимся обычаем избегать налоговых платежей, сознательной подтасовкой финансовой отчетности на государственном уровне. Другие эксперты признают, что греческие правительства, безусловно, плохо управляли финансами страны и сами виновны в сложившейся тяжелой ситуации, однако «затягивание долговой удавки» может привести страну к социокультурной катастрофе с далеко идущими последствиями для всей европейской истории, как это случилось в Германии 20-х и 30-х годов.

## Кредитные транши
23 апреля 2010 года Греция официально вынуждена просить финансовой поддержки от ЕС, чтобы избежать банкротства. От греческого финансового кризиса непосредственно пострадали греческие банки, которые владеют основной частью греческих государственных облигаций и обеспечивают государственный долг.
Несколькими днями позже агентство «Standard & Poor’s» из-за увеличения вероятности дефолта страны понизило рейтинг государственных облигаций Греции до BB+, или до категории «мусорных облигаций» (то есть, по прогнозам агентства, держатели облигаций могли потерять от 30 до 50 % своих инвестиций), после чего упал курс евро, а также произошёл крах рынков ценных бумаг по всему миру.
Первый пакет помощи Греции был одобрен 3 мая 2010 года. К марту 2012 года страна получила 72,8 миллиарда евро из одобренных 107,3 млрд евро.
Второй пакет помощи Греции был одобрен 1 марта 2012 года и включал в себя 34,5 млрд евро из первого пакета и дополнительные 130 млрд евро. Второй пакет финансовой помощи был предоставлен под дополнительные меры жёсткой экономии.
Денежные средства перечислялись траншами. Так, 13 декабря 2012 года министры финансов стран еврозоны одобрили выделение Греции очередного транша помощи в размере 34 миллиардов евро.
На 30 июня 2015 года греческий долг достиг суммы в 312,7 млрд евро.
Третий пакет помощи Греции (в 2015—2018 годах) составил сумму в 86 млрд евро.
Фактически денежные средства были использованы, вместо «перезагрузки» экономики Греции, для выплаты процентов и частичного возврата ранее взятых кредитов.

## Хроника событий, приведших к дефолту 2015 года
- 25 января 2015. В Греции состоялись внеочередные парламентские выборы, на которых одержала победу Коалиция радикальных левых (СИРИЗА), получившая 36,34 % голосов избирателей[22].
- 27 января 2015. В Греции сформировано новое правительство во главе с премьер-министром Алексисом Ципрасом[23][24].
- 30 января 2015. На начавшихся после смены власти в Греции переговорах с кредиторами было заявлено, что Греция рассчитывает на списание и реструктуризацию части долга. Новый министр финансов Греции Янис Варуфакис заявил, что Афины не намерены сотрудничать с миссией «тройки» европейских кредиторов (ЕС, Европейским Центробанком и Международным валютным фондом (МВФ)). Резкие заявления нового греческого правительства привели к взрывному росту доходности по десятилетним облигациям, которая за несколько дней подскочила с 8,5 до 11 % годовых[25].
- 30 марта 2015. Премьер-министр Греции Алексис Ципрас в парламенте Греции заявил, что Афины до июня рассчитывают начать переговоры о реструктуризации государственного долга, добиваясь от кредиторов списания большей части долга, который превысил 324 млрд евро или 180 % ВВП страны. При этом политик подчеркнул, что «откровенные и жесткие переговоры» будут идти до конца. Эти заявления привели к снижению курса евро по отношению к доллару США[26].
- 5 июня 2015. Греция отказалась перечислить очередной платеж в МВФ. Греческие власти попросили фонд объединить четыре июньских транша, которые они хотят перечислить 30 июня. По графику платежей кредиторам Афины должны были 5 июня перечислить МВФ около 300 млн евро. Помимо этого, платежи должны состояться 12 июня (примерно 340 млн евро), 16 июня (примерно 560 млн евро) и 19 июня (примерно 336 млн.). Всего в июне 2015 года Греция должна погасить 1,23 млрд SDR (специальные права заимствования)[27].
- 11 июня 2015. Международный валютный фонд (МВФ) приостановил переговоры с Грецией, потому что стороны не сумели достичь прогресса в обсуждении проблемы долга Афин. В этот день также рейтинговое агентство S&P понизило кредитный рейтинг Греции с CCC+ до CCC с негативным прогнозом. Аналитики агентства оценивают как высокую вероятность дефолта страны в течение года[28].
- 26 июня 2015. Премьер-министр Греции Алексис Ципрас и его делегация отвергли предложение о пятимесячном продлении нынешнего соглашения о помощи. Представители делегации говорят, что предложенный им текст оказался менее благоприятным, чем опубликованный ранее меморандум. Кроме того средства, которые могли быть выделены Афинам, были недостаточными для покрытия всех нужд страны. Алексис Ципрас обрушился с критикой на кредиторов страны, заявив, что «европейские принципы не были основаны на шантаже и ультиматумах»[29].
- 27 июня 2015. Премьер-министр Греции Алексис Ципрас после очередной неудачной серии переговоров с представителями «тройки» и государств ЕС объявил о проведении 5 июля 2015 года национального референдума о принятии условий финансовой помощи[30].
- 28 июня 2015. Правительство Греции приостановило работу кредитных организаций: банков и биржи в Греции до 6 июля и ввело контроль за движением капитала, чтобы остановить отток денег за границу. В банкоматах страны один человек может снять не более 60 евро в сутки[31].
- 29 июня 2015. Финансовые рынки за пределами Греции отреагировали на происходящие события беспрецедентным обвалом — все без исключения значимые биржи закрылись в минусе[30].
- 1 июля 2015. Греция допустила дефолт, не переведя Международному валютному фонду (МВФ) транш в размере 1,54 млрд евро в рамках погашения задолженности. Официально дефолт страна не объявляла, но из-за невыполнения долговых обещаний технический дефолт был признан ее кредиторами[32].

## Последствия

### Волнения и забастовки
Выдача первого пакета экстренной финансовой помощи была одобрена под выполнение условий:
1. Осуществление мер жёсткой экономии для восстановления финансового баланса;
2. Приватизация государственных активов на сумму 50 млрд € к концу 2015 года;
3. Реализация структурных реформ для повышения конкурентоспособности и перспективы роста.

Второй пакет финансовой помощи объёмом в 130 миллиардов евро был предоставлен под дополнительные меры жёсткой экономии.
С 1 мая 2010 года греческое правительство начало проводить в жизнь упомянутые меры, соблюдение которых должно было сделать возможным получение кредита в 110 млрд € сроком на три года, что вызвало волну массовых протестов.

### Правительственный кризис
В мае 2012 года в Греции прошли парламентские выборы. Однако партии не смогли сформировать правительство из-за непримиримой позиции Коалиции левых радикальных сил, выступающих против мер экономии. Сформировать коалиционное правительство удалось только после выборов в июне 2012 года.

### Возможный выход из еврозоны
В середине мая 2012 года всё большее количество экспертов прогнозировало скорый выход Греции из еврозоны из-за продолжения финансового кризиса и возникновения проблем при формировании нового правительства после выборов. Вероятность подобного развития событий привела к появлению термина «Grexit» (Greece + exit) и соответствующему изменению поведения инвесторов на международных рынках.

### Передача концессии на управление портом Пирей
14 мая 2015 года правительство «Сиризы» сняло запрет на продажу контрольного пакета акций порта Пирей, крупнейшего морского порта Греции, в пользу иностранной компании. Покупателем выступила китайская компания Cosco, которая уже владеет двумя контейнерными пирсами.